# Kloster Chiaravalle di Fiastra
Das Kloster Chiaravalle di Fiastra (auch: Abbazia Santa Maria di Fiastra; lat. B.M.V. Claraevallis Fiastrae) ist ein Zisterzienserpriorat in der heutigen Region Marken, Italien. Es liegt rund zwölf Kilometer östlich von Tolentino und zehn Kilometer südlich von Macerata in der Provinz Macerata, an der Strada statale 78 und am Bach Fiastra, einem Zufluss des Flusses Chienti.

## Geschichte
Das Kloster wurde 1142 von Herzog Garnerio von Spoleto möglicherweise an der Stelle eines bereits 1098 bestehenden Benediktinerklosters gegründet und im selben Jahr vom Kloster Chiaravalle Milanese unter Führung des Abtes Ugo besiedelt. Damit gehörte es der Filiation der Primarabtei Clairvaux an. Mit einer Bulle des Papstes Alexander III. wurde dem Kloster Fiastra 1165 das Benediktinerkloster Santa Croce del Chienti unterstellt, das jedoch in den Unterlagen des Zisterzienserordens nicht aufscheint und 1285 zur Ruine wurde. 1456 fiel Kloster Fiastra in Kommende und wurde im Jahr 1581 von Papst Gregor XIII. den Jesuiten übertragen. Die verbliebenen Zisterzienser zogen sich darauf nach Rom in die Kirche San Vito zurück. Das dortige Kloster trat 1623 der römischen Provinz der italienischen Zisterzienserkongregation bei. Das Kloster Fiastra kam nach der Aufhebung des Jesuitenordens im Jahr 1773 an die Markgrafen Bandini di Camerino, die das Kloster in eine Landresidenz verwandelten. Die Kirche wurde einige Jahre später den Augustinern übertragen und schließlich 1963 zur Pfarrkirche. 1985 wurde in Chiaravalle di Fiastra mit einer kleinen Mönchsgemeinschaft aus Chiaravalle Milanese wieder ein Zisterzienserkloster eröffnet.

## Anlage und Bauten

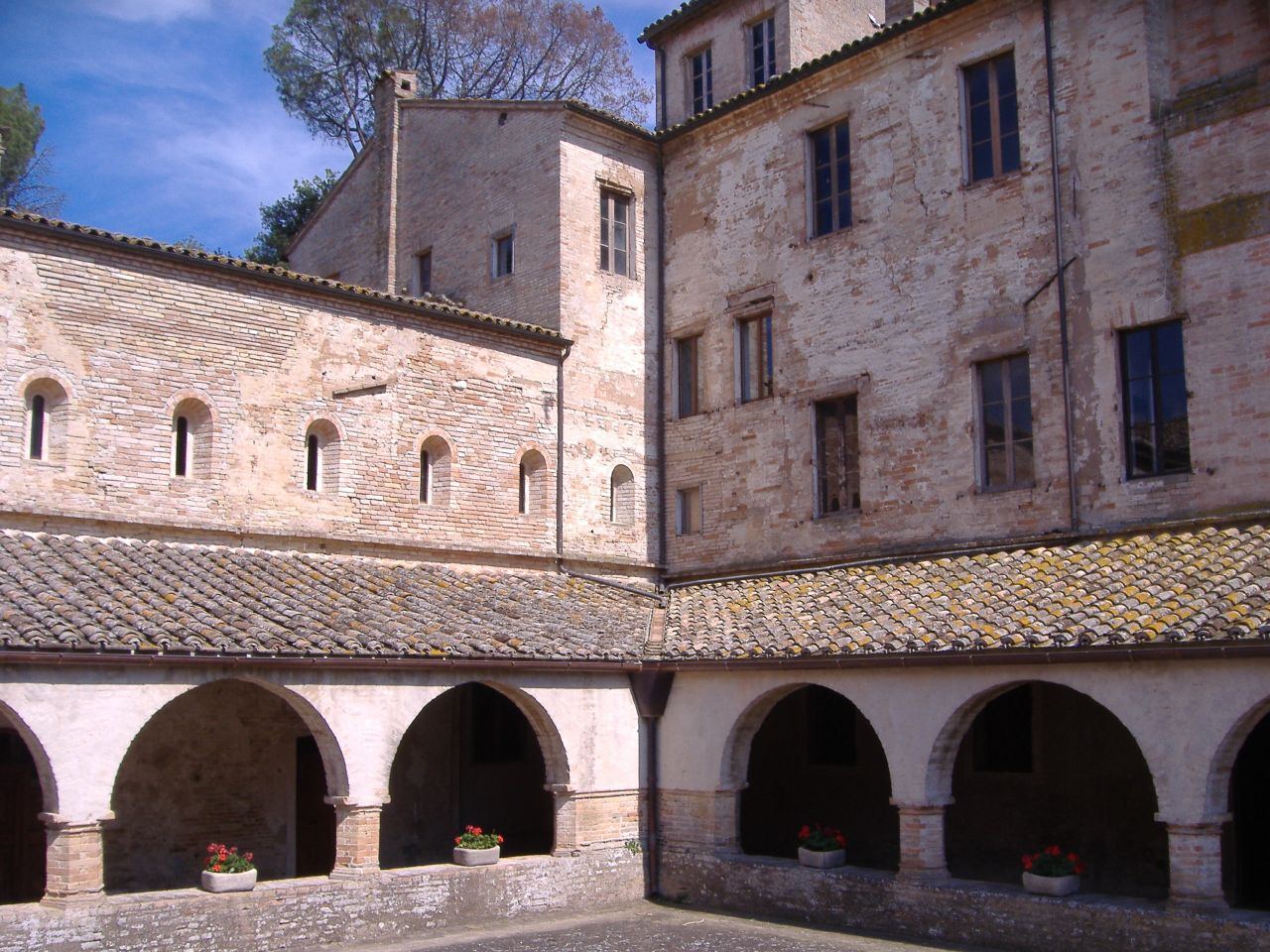
Kreuzgang

Das Kloster folgt stilistisch den Zisterzienserklöstern der Poebene. Die bemerkenswert lange Backsteinkirche folgt im Wesentlichen dem bernhardinischen Plan, zeigt also ein lateinisches Kreuz mit dreischiffigem Langhaus (mit Stützenwechsel), Querhaus mit wohl nachträglich eingebauten Schwibbögen und je zwei tonnengewölbten Seitenkapellen an beiden Seiten im Osten und rechteckigem Hauptchor mit Rippengewölbe. Von den vier Langhausjochen ist nur das westlichste kreuzgratgewölbt (anstelle der wohl ursprünglich vorgesehenen Tonnenwölbung). Die je acht Joche der Seitenschiffe sind dagegen vollständig gewölbt. Die Kirche verfügt über eine Vorhalle im Westen mit einem romanischen Rundbogenportal und rechts und links davon je zwei Triforienfenstern. Die Westfassade weist eine möglicherweise erst in die Jesuitenzeit zu datierende Rosette aus Marmor mit zwölf Marmorsäulen auf. Der Kreuzgang südlich (rechts) neben der Kirche hat einen in der Mitte ansteigenden Boden. Von den Klostergebäuden ist der sechsjochige Kapitelsaal im Ostflügel erhalten, West- und Südflügel sind umgestaltet.